# Голоухов, Валерий Георгиевич
Валерий Георгиевич Голоухов (15 января 1944, Свердловск — 14 мая 2017, Екатеринбург) — мастер спорта СССР, заслуженный тренер РСФСР по хоккею с шайбой, мастер спорта СССР.

## Биография
Родился 15 января 1944 года в Свердловске.
Хоккеем начал заниматься в команде «Динамо», которой руководил тренер Г. К. Фирсов. Был нападающим. Инициатива занятий спортом исходила от родителей Валерия Голоухова — они привели его в юношескую команду по хоккею с шайбой в возрасте 8 лет. Когда Голоухов стал играть центральным нападающим, на него обратили внимание и в 1962 году пригласили на сборы в Москву. В то время на Сокольниках был залит первый искусственный каток. Из Свердловска в Москву приехало 4 хоккеиста, на вторые сборы оставили только одного — Валерия Голоухова. В 1962 году спортсмен стал играть за команду мастеров Свердловска — «Спартак», в 1967 году она получила другое название — «Автомобилист». Голоухов играл в ней центральным нападающим 16 лет.
Валерий Голоухов выступал за хоккейный клуб «Рубин» (Тюмень). Играл за ДСО «Спартак». Участвовал в 42 матчах чемпионата СССР. Получил образование в Свердловском техникуме физической культуры.
В 1969 году стал «Мастером спорта СССР». В 1970 году завоевал серебро на Всемирной Универсиаде.
Тренер Альберт Викторович Федоров посоветовал Валерию Голоухову попробовать поработать тренером в школе «Юность». После некоторых сомнений Голоухов согласился на это. В 1990 году хоккейные команды «Юность-73» и «Юность-78», которые тренировал Голоухов, стали чемпионами СССР. В юношеском чемпионате России, проходившем в городе Челябинске, игроки команды «Юность» — Булатов, Григорьев, Дацюк и Зеленовский стали серебряными призерами.
Помимо тренерской работы в ДЮСШ СК «Юность», был тренером в школе «Спартаковец».
Стал первым тренером для Николая Хабибулина — чемпиона Олимпийских игр, Алексея Яшина — серебряного призера Олимпийских игр, Павла Дацюка — обладателя кубка Стэнли. Он тренировал Дмитрия Зверева, Александра Вьюхина, Андрея Субботина, Олега Зайкова, Алексея Булатова.
Валерий Голоухов тренировал Павла Дацюка с восьмилетнего возраста, в 15 тот стал показывать результаты. Когда Павлу Дацюку было 13 лет, из-за болезни умерла его мама. Тренер Валерий Георгиевич способствовал тому, что бы Павла приняли в интернат спортивного профиля, в котором было хорошее питание 4 раза в день. Ночевал он у себя дома, а жил, учился и питался в интернате. Когда тренером Дацюка стал Владимир Крикунов, Валерий Голоухов попросил его, что бы тот помогал воспитаннику материально. На протяжении всей жизни тренера Голоухова и его воспитанника Дацюка связывали очень добрые отношения, спортсмен во время посещения Екатеринбурга обязательно навещал Голоухова. Благодаря Голоухову Павел Дацюк попал в свой первый профессиональный клуб — «Спартак». Павел Дацюк говорил, что благодарен своему тренеру за многое, потому что он его всему научил, и смог объяснить, что самое главное в спорте это трудолюбие и уважение.
Валерий Голоухов считал, что для того, чтобы спортсмен стал чемпионом, воспитывать его нужно с самого детства, развивать в нем дисциплину и стремление к победе. Спустя несколько лет тренировок, тренер уже мог определить, кем станет юный спортсмен.
Получил звание «Отличника физической культуры и спорта», в 1991 году получил звание «Заслуженного тренера РСФСР».
Умер в Екатеринбурге 14 мая 2017 года. Похоронен на Лесном кладбище города.